# Ponte dell'Accademia

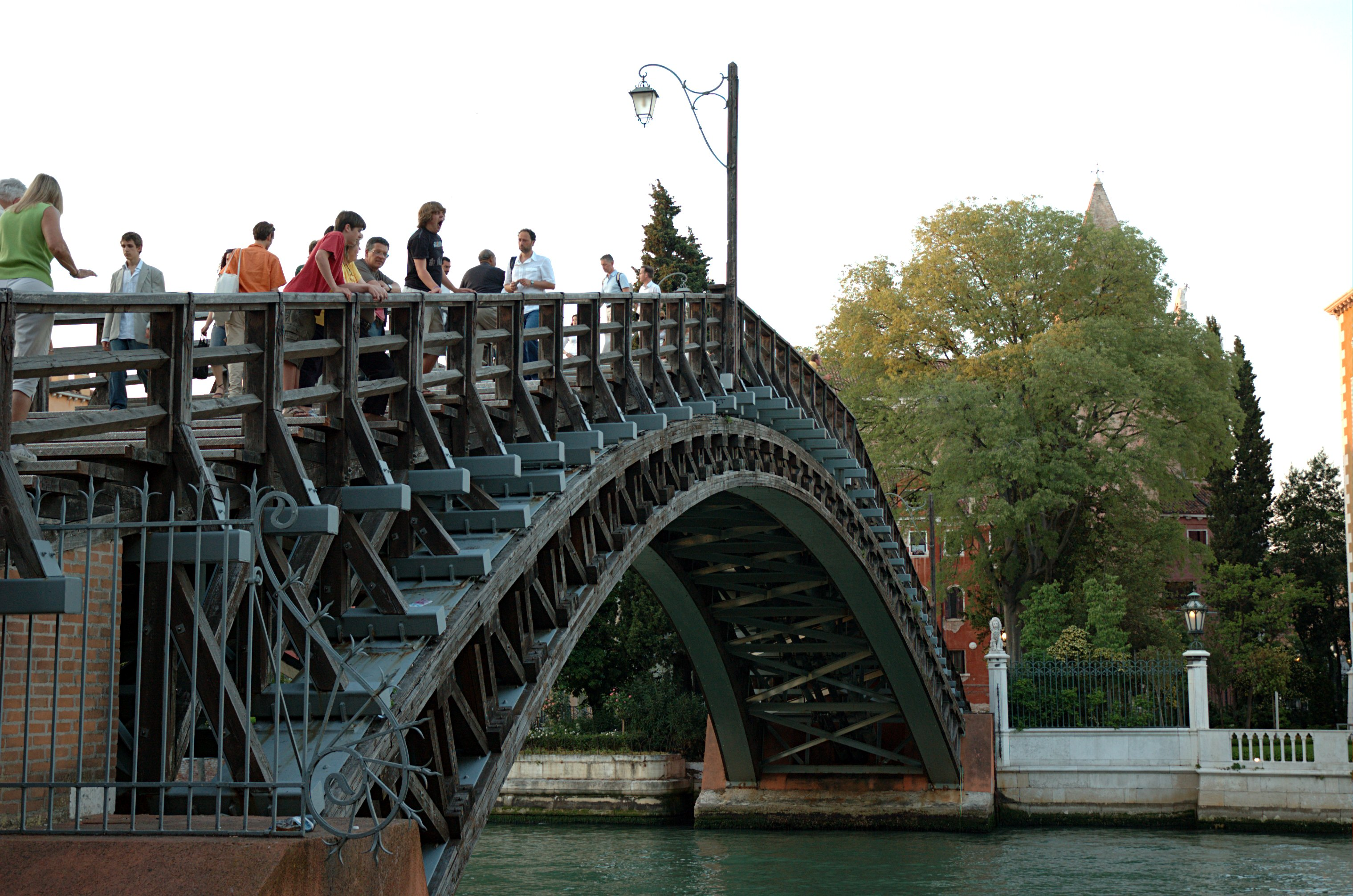
Ponte dell'Accademia

De Ponte dell'Accademia is een van de vier bruggen over het Canal Grande in Venetië. Zij verbindt de Campo S.Vidal in het stadsdeel San Marco met de Campo della Carità in Dorsoduro, een wijk in Venetië. De eerste brug op deze plaats is geopend op 20 november 1854, dat was een lelijk gietijzeren geval. Het was een metalen constructie, ontworpen door de Engelse architect Neville, maar men wilde ze vervangen door een stenen brug. Het winnende ontwerp werd niet uitgevoerd omdat men verkoos om het ontwerp van ingenieur Eugenio Miozzi uit te voeren: de huidige houten brug, die op 15 januari 1984 werd geopend is een exacte kopie van de tijdelijke brug in 1933. Naast de brug ligt het museum de Gallerie dell'Accademia, waaraan de brug haar naam ontleent.